# Cantone dei cavalieri di Neckar-Schwarzwald-Ortenau

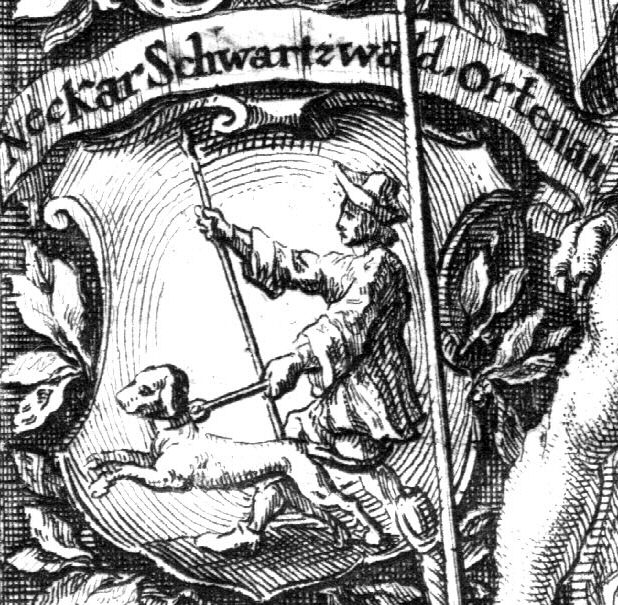
Stemma del cantone dei cavalieri di Neckar-Schwarzwald-Ortenau nel Codex diplomaticus equestris cum continuatione del 1721

Il cantone dei cavalieri di Neckar-Schwarzwald-Ortenau (tedesco: Ritterkanton Neckar-Schwarzwald-Ortenau) fu un circolo di cavalieri del Sacro Romano Impero appartenente al Circolo dei cavalieri della Svevia.

## Confini
L'area del cantone di Neckar-Schwarzwald-Ortenau si estendeva nelle aree di Neckar e della Foresta Nera, giungendo a includere dal 1749 anche l'area dell'Ortenau, in Svevia, in Germania.

## Storia
Il cantone dei cavalieri di Neckar-Schwarzwald-Ortenau venne creato nel XVI secolo in Germania, in Svevia. Esso aveva sede nella città di Tübingen, dove si trovava la Ritterhaus, e dal 1749 la sede di Kehl e poi ad Offenburg per l'Ortenau.
Il circolo venne chiuso col crollo del Sacro Romano Impero, la mediatizzazione degli stati principeschi e la soppressione infine dei circoli cavallereschi il 16 agosto 1806.

## Famiglie dei cavalieri imperiali del cantone di Neckar-Schwarzwald-Ortenau
- von Angelloch
- von Anweil
- von Arzt
- Reichsgrafen von Attems
- von Barille
- Behr von Behrenthal
- Reichsgrafen Bentzel zu Sternau
- von Bernerdin
- von Beroldingen
- Conti von Bissingen-Nippenburg; Signori di Dotternhausen e Roßwangen
- Böcklin von Böcklinsau
- Botzheim)
- Brandenburger zu Riet
- von Brantz
- von Breitschwerdt von und zu Buchenbach
- von Bubenhofen
- von Buwinghausen-Wallmerode
- Grafen von Candel
- von Closen
- de Corray
- von Dachenhausen
- von Dettingen
- von Egkh und Hungersbach
- von Ehingen
- Johann Enntzlin
- von Erlach
- Erthal
- von Eyb
- Fauler von Randbegg
- Wilhelm Fetzer von Ockenhausen
- von Forstner-Dambenoy
- von Franck
- von Frankenberg
- von Frauenberg
- von Freyberg
- von Gaisberg
- Gaist zu Wildeck
- von Gemmingen
- Gienger von Grienpichel (Girger von Grünbühl)
- von Göllnitz
- Gremlich von Jungingen
- Grempp von Freudenstein
- von Grünthal
- von Gültlingen: Signoria di Berneck
- Gut von Sulz
- von Habsberg
- von Hagenmann
- von Harling
- von Harting (Hartegg)
- von Hartingshausen (Hartungshausen)
- von Helmstadt
- Herter von Herteneck
- von Hevel
- Truchsessen von Höfingen
- von Höhnstett
- von Hoff
- von Hohenberg
- von Hoheneck
- von Hohenfeld
- Holdermann von Holderstein
- von Holtz
- Hornstein
- Humpis, Hundbiß von Waldrams
- Ifflinger von Granegg
- Im Hoff (Imhof) von Kirchentellinsfurt
- Jäger von Gärtringen
- von Janowitz
- von Karpffen (Karpfen)
- Kechler von Schwandorf: Signoria di Unterschwandorf
- Keller von Schlaitheim
- von Kniestedt
- Kolb von Rheindorf
- Laiming
- von Landenberg
- von Landsee
- von Leiningen
- Leutrum von Ertingen
- von Liechtenstein
- von Liebenstein
- Liesch von Hornau
- von Linden
- von Lützelburg
- de Macaire
- Mengezer von Felldorf
- Mendel von Steinfels
- Merz von Staffelfelden
- Möckh von Balgheim
- von Münch
- von Münchingen
- von Neipperg
- von Neuhausen
- von Neuneck
- von Nippenburg
- von Offenburg
- Ogier Fuchs
- von Ostheim
- von Ow
- von Plato
- von Pleiningen
- Pletz von Rottenstein
- Pach: Signori di Oberhausen
- von Pürchk
- von Rammingen
- Raßler von Gamerschwang
- Rauch von Winnenden
- von Rebstock
- Rechberg: Signori di Schramberg
- von Reckenbach
- von Reischach
- von Remchingen
- von Rieppur (Pfauen von Rüppurr)
- Riß von Sultzbach
- Roeder
- von Rost
- von Rotenhan
- von Sachsenheim
- von Saint-André
- Scheer von Schwartzberg/-burg
- Schenk von Stauffenberg: Signori di Geislingen e Lautlingen
- Schenk von Winterstetten
- Schertel von Burtenbach
- Schifer von Freyling
- Schilling von Cannstatt
- Schleicher von Stötten
- von Schmitz-Grollenburg
- Schöner von Straubenhardt
- von Schönfeldt
- Schott von Schottenstein
- Schütz von Eutingertal
- Sigelman von Delsperg
- Sirg von Sirgenstein
- Specht von Bubenheim
- Sperberseck
- von Speth/Späth, Speth von Zwiefalten
- Spengler von Neckarburg
- von Sperberseck
- Spreter von Kreidenstein
- Sponeck
- von Stain zum Rechtenstein: Herrschaft Harthausen
- von Starschedel
- von Sternenfels
- von Stockheim
- von Stotzingen
- Streit von Immendingen
- von Stuben
- von Sundtheim
- von Tegernau (Degernau)
- von Tessin
- von Themar
- Thumb von Neuburg
- von Tübingen
- von Türckh
- Tierberg
- von Ulm
- Ulm-Erbach
- von Urbach (Aurbach)
- Varnbüler von Hemmingen
- Vöhlin von Neuburg
- Vol von Wildenau
- Volland von Vollandseck
- Volz von Weitingen
- von Wallbrunn
- von Wallstein
- von Wechmar
- von Weiler
- von Wellenstein
- Wendler von Pregenroth
- von Wernau
- von Westernach
- von Westerstetten
- Widmann von Mühringen
- Wiederhold von Weidenhofen
- von Witzleben
- von Wobidezgi
- von Yberg
- von Zilhart
- Zorn
- Zott von Perneck
- von Zweiffel
- Zwierlein